# Olaszliszka
Olaszliszka è un comune dell'Ungheria di 1.779 abitanti (dati 2001) . È situato nella contea di Borsod-Abaúj-Zemplén.